# Лоє (Словенія)
Лоє (словен. Loje) — поселення в общині Толмин, Регіон Горишка, Словенія. Висота над рівнем моря: 460,3 м. Розміщене на пагорбах на північ від Кнежа.